# Oreophryne minuta
Espèce
Statut de conservation UICN

 DD  : Données insuffisantes
Oreophryne minuta est une espèce d'amphibiens de la famille des Microhylidae.

## Répartition
Cette espèce est endémique de Nouvelle-Guinée occidentale en Indonésie. Elle n'est connue que dans une seule localité située dans le bassin de la rivière Derewo à environ 2 000 m d'altitude,.

## Description
Oreophryne minuta mesure en moyenne 11,5 mm pour les mâles.

## Étymologie
Son nom d'espèce, du latin, minuta, « minuscule », lui a été donné en référence à sa petite taille comparée aux autres membres du genre. Il s'agit peut être du plus petit vertébré vivant en Nouvelle-Guinée occidentale.

## Publication originale
- Richards & Iskandar, 2000 : A new minute Oreophryne (Anura: Microhylidae) from the mountains of Irian Jaya, Indonesia. Raffles Bulletin of Zoology, vol. 48, no 2, p. 257-262 (texte intégral).